# Francesco Loperfido
Francesco Loperfido (Campodoro, 8 ottobre 1923 – 15 gennaio 2014) è stato un politico italiano, eletto nella IV e V legislatura della Repubblica Italiana alla Camera dei deputati.

## Biografia
Laureato in filosofia, insegnante di storia contemporanea. Impegnato in politica con il Partito Comunista Italiano, venne eletto alla Camera dei deputati alle elezioni politiche del 1963 nella circoscrizione Bologna-Ferrara-Ravenna-Forlì; poi venne confermato a quelle del 1968. Concluse il mandato parlamentare nel 1972.
Successivamente fu per anni il presidente dell'Istituto Gramsci. 
Morì il 15 gennaio 2014, all'età di 90 anni.